# هاينغ سومنانغ نغور
هاينغ سومنانغ نغور (بالخميرية: ហ៊ាំង សំណាង ង៉ោ) ولد في 22 مارس 1940 وتوفي في 25 فبراير 1996، كان طبيبا، ممثلا، ولاجئ كمبودي أمريكي. فاز في عام 1985 بجائزة الأوسكار لأفضل ممثل مساعد عن دوره في فيلم حقول القتل. نغور هو الشخص الآسيوي الأول والوحيد الذي يفوز بجائزة الأوسكار لأفضل ممثل مساعد. نجا نغور ثلاث مرات من معسكرات الاعتقال الكمبودية وذلك باستخدام معرفته الطبية لإبقاء نفسه حيا من خلال تناول الخنافس، النمل الأبيض والعقارب، وفي نهاية المطاف زحف بين خطوط الخمير الحمر وفيتنام إلى بر الأمان في مخيم الصليب الأحمر للاجئين.

## روابط خارجية
- هاينغ سومنانغ نغور على موقع IMDb (الإنجليزية)
- هاينغ سومنانغ نغور على موقع الموسوعة البريطانية (الإنجليزية)
- هاينغ سومنانغ نغور على موقع روتن توميتوز (الإنجليزية)
- هاينغ سومنانغ نغور على موقع ألو سيني (الفرنسية)
- هاينغ سومنانغ نغور على موقع تيرنر كلاسيك موفيز (الإنجليزية)
- هاينغ سومنانغ نغور على موقع أول موفي (الإنجليزية)
- هاينغ سومنانغ نغور على موقع قاعدة بيانات الأفلام السويدية (السويدية)
- هاينغ سومنانغ نغور على موقع إن إن دي بي (الإنجليزية)
- هاينغ سومنانغ نغور على موقع ديسكوغز (الإنجليزية)
- هاينغ سومنانغ نغور على موقع قاعدة بيانات الفيلم (الإنجليزية)